# Ulak Mengkudu
Ulak Mengkudu is een bestuurslaag in het regentschap Empat Lawang van de provincie Zuid-Sumatra, Indonesië. Ulak Mengkudu telt 1196 inwoners (volkstelling 2010).